# Cédric Siousaran
Cédric Siousaran, né le 17 juillet 1984 à Saint-Denis, est un karatéka français.
Il remporte une médaille de bronze en kumite individuel dans la catégorie des moins de 75 kg aux Championnats d'Europe de karaté 2007.
Il est coach au KCD (karaté club de Domont) en Île de France dans le 95